# Coris gaimard
 Coris gaimard és una espècie de peix de la família dels làbrids i de l'ordre dels perciformes que es troba des de l'est de l'oceà Índic fins a les Illes de la Societat, les Tuamotu, Japó, les Hawaii i Austràlia.
Els mascles poden assolir els 40 cm de longitud total.